# Кинан ап Клидно
Кинан ап Клидно (валл. Cynan ab Clydno) (VI век— VII век) — король Дин-Эйдина (современного Эдинбурга) из Стратклайдской династии в VII веке.

## Биография
Кинан ап Клидно был младшим сыном короля Клидно, поэтому после его смерти королём Дин-Эйдина стал брат Кинана, Минидог.
В это время перед Гододином возникла опасность вторжения Этельфрита, короля Берниции. Была создана бриттская коалиция, в которою вошли Минидог и Кинан из Дин-Эйдина, Коледог из Гододина и другие. Бритты смогли собрать около 300 человек, в то время как у Берниции армия насчитывалась в несколько тысяч. Две стороны сошлись в битве при Катраете, где бритты смогли разбить полчища англосаксов и обратить их в бегство. Неизвестно, выжил ли в этой битве король Дин-Эйдина Минидог, согласно легенде, тогда в живых остались три бритта, одним из которых был Кинан.
После смерти Минидога Кинан стал королём Дин-Эйдина. О его правлении подробно ничего не известно. Возможно, Кинану наследовал его племянник Думнагуал. Считается что в период 638—645 годов Нортумбрия уже захватила Гододин, и таким образом Дин-Эйдин стал граничить с англосаксами.
Предполагается, что Кинан стал прототипом Рыцаря Круглого стола Калогренанта у Томаса Мэлори.